# Paul Ranson
Paul-Élie Ranson (Limoges, 30 de março de 1861 - Paris, 20 de fevereiro de 1909) foi um pintor e gravador francês ligado ao grupo dos Nabis.
Órfão ao seu nascimento, Paul-Élie Ranson foi criado por seu pai, Louis Casimir Ranson (1828-1898), personalidade política, prefeito de Limoges de 1870 a 1871 e depois de 1881 a 1885 e deputado republicano radical da Haute-Viena entre 1885 a 1889.
Paul-Élie Ranson foi apresentado ao desenho pelo seu avô Jean-Jacques Maquart e ingressou em 1877, na Escola de Belas Artes aplicada à indústria de Limoges.
Em 1884, casou-se com sua prima em primeiro grau, France Rousseau.
Estudou por algum tempo na Escola Nacional de Artes Decorativas, a qual ele deixou para frequentar a Académie Julian entre 1886 – 1891, onde em 1888 foi um dos cinco membros fundadores do grupo Les Nabis.
A partir de 1889 montou um estúdio acima do apartamento de sua família, localizado no nº 25 do Boulevard du Montparnasse.  Apelidado pelo grupo de “Le Temple”, o estúdio era também utilizado por seus companheiros Paul Sérusier, Henri-Gabriel Ibels, Pierre Bonnard e Maurice Denis.
Em 1891, participou das performances simbólicas do Théâtre d'Art, onde os Nabis foram chamados por Paul Fort para organizar uma mostra em benefício de Paul Verlaine e Paul Gauguin.
Apaixonado por teatro de fantoches desde sua infância, criou sua própria companhia com Maurice Denis, Georges Lacombe e France Ranson.
Seu interesse em teosofia, espiritualismo, magia e ocultismo o distingue de outros nabis. Suas diversas atividades o levam principalmente às artes decorativas (painéis decorativos, papéis de parede, tapeçarias, vitrais). Neste seguimento, ele trabalhou para a abertura da "exposição permanente e internacional", intitulada “Art Nouveau”, prevista para 1º de outubro de 1895 na galeria de Samuel Bing, na qual seus painéis acompanhavam os móveis de Henry Van de Velde e os vitrais feitos pelo mestre vidreiro americano Louis Comfort Tiffany.
A partir de 1899, sua saúde se deteriora, enquanto sua pintura evolui. Confrontado com suas dificuldades financeiras e seu estado de saúde, seus companheiros do grupo Les Nabis decidiram fundar uma academia na rua Henry-Monnier em nome de seu amigo e lhe confiando a direção. A inauguração ocorre em outubro de 1908, com um número significativo de inscrições. Após sua morte, sua esposa continuará o projeto da Academia Ranson, transferindo-a para a Rua Joseph Bara.
Ranson morreu de febre tifóide em 20 de fevereiro de 1909. Ele está enterrado em Limoges no cemitério de Louyat.

Além de sua filiação aos Nabis, ele deixou um trabalho que vai da pintura de cavalete às artes decorativas, governado pelo senso estético que faz dele um dos promotores da Art Nouveau.